# Mănăstirea Măgina
Mănăstirea Măgina este un complex monahal situat la marginea localității cu același nume, din județul Alba. Ansamblul bisericii „Sfânta Treime” a mănăstirii Măgina este inclus în Lista monumentelor istorice din județul Alba, având codul de clasificare cod LMI AB-II-a-A-00249.

## Istoric și trăsături
Biserica mănăstirii a fost construită înainte de anul 1570, conform istoricului Gheorghe Petrov, specialist în arheologia bisericilor și cimitirelor medievale din Transilvania. Informații documentare avem atât din Șematismul de la Blaj, unde este consemnată existența mănăstirii la anul 1611, cât și din însemnarea făcută la data de 15 iunie 1713 pe Cazania lui Varlaam. 
La Mănăstirea Măgina a funcționat o școală renumită încă din 1611 (conform istoricului Nicolae Albu, în revista Apulum XIV, 1976, pag.469-470), și este consemnată în decretele imperiale din 24 august 1784 și aprilie 1785, date de împăratul Iosif al II-lea, înscriindu-se între cele 11 școli românești importante din Transilvania, pentru grija sufletelor și învățătura pruncilor.
Este cunoscută și pentru luptele purtate în acest loc în anii revoluției de la 1848-1849 (deoarece mănăstirea era o mică fortăreață apărată de un zid de piatră cu înălțimea de 4 m), între oastea condusă de tribunul Simion Prodan Probul și nobilimea maghiară din Aiud. În anul 1848, Avram Iancu îl trimite pe tribunul Simion Prodan Probul pentru a organiza o tabără militară la Mănăstirea Măgina, în vederea apărării republicii țărănești din munți. La 22 octombrie 1849, tabăra de la Mănăstirea Măgina a fost atacată de oastea nobiliară din Aiud condusă de comiții Bánffy și Kemény, care au ars mănăstirea, dar monahii au reușit, în 1855, să repună în funcțiune atât biserica, cât și binecunoscuta școală.
În urma cercetărilor arheologice, În curtea interioară a mănăstirii s-au descoperit 23 de morminte. Inventarul recuperat din morminte se compune din monede medievale de argint din sec. al XVI-lea și al XVII-lea, emise în vremea lui Ferdinand I de Habsburg (1526-1564), Maximilian II, Matias II, Gabriel Báthory și Leopold I, două cruci pectorale și alte obiecte de cult.

## Muzeul mănăstirii

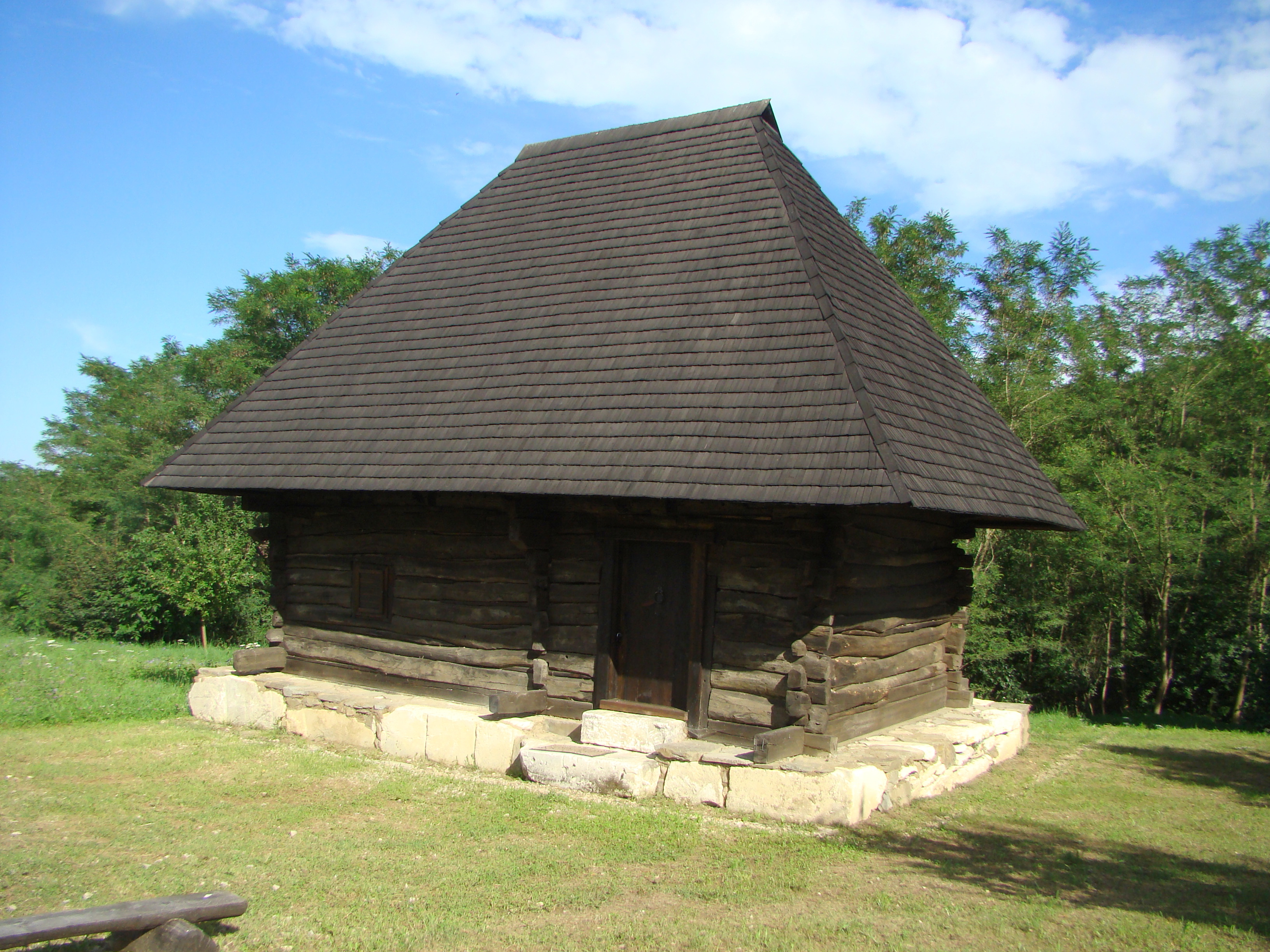
Muzeul mănăstirii Măgina

Muzeul mănăstirii a fost amenajat într-o casă țărănească, cu acoperiș în pante mari, remontată bârnă cu bârnă, așezată pe o temelie din piatră de râu și acoperită cu șiță. 
Tăvănită cu bârne de lemn și văruită în alb, casa are două odăi: tinda de intrare și camera propriu zisă, cu geamuri mici, cu ochiuri de geam îmbinate după structura crucii și obloane. Devenite săli de muzeu, în prima încăpere sunt expuse icoane vechi pe lemn și sticlă, precum și alte obiecte cu valoare istorică din colecția mănăstirii, iar în a doua încăpere sunt expuse cărți de cult sau cu caracter teologic, aparținând fondului mănăstirii.

## Imagini din exterior

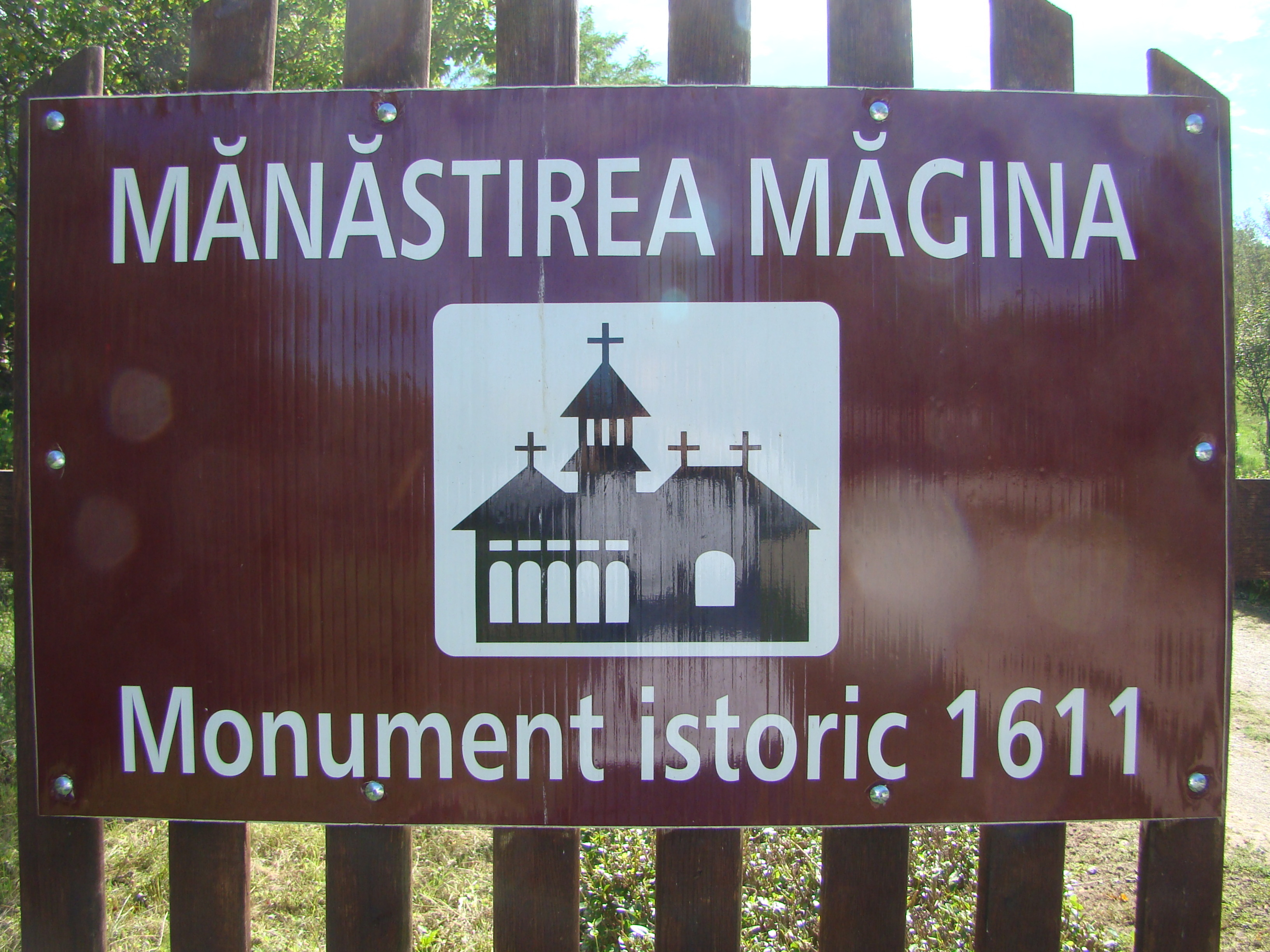
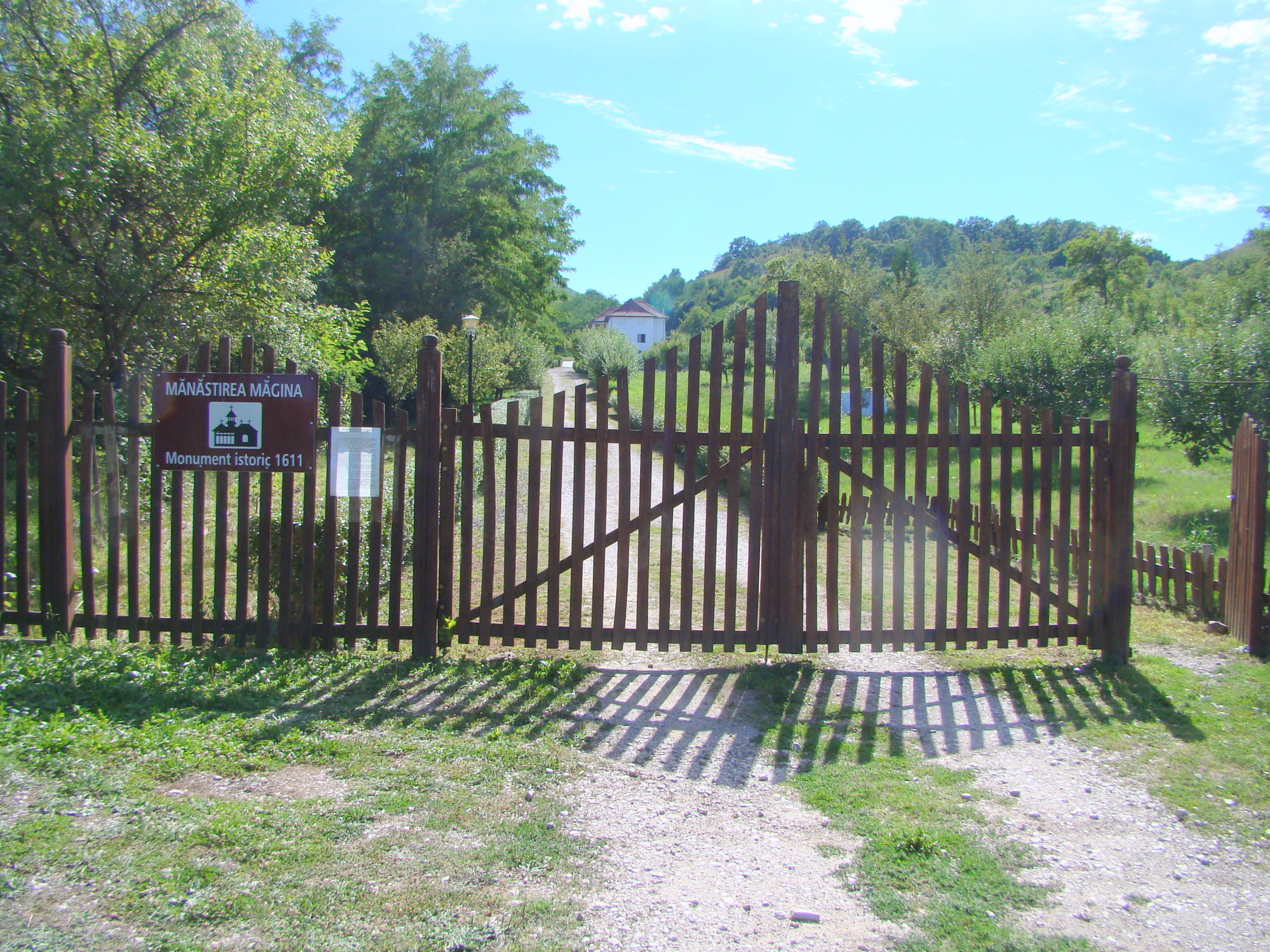
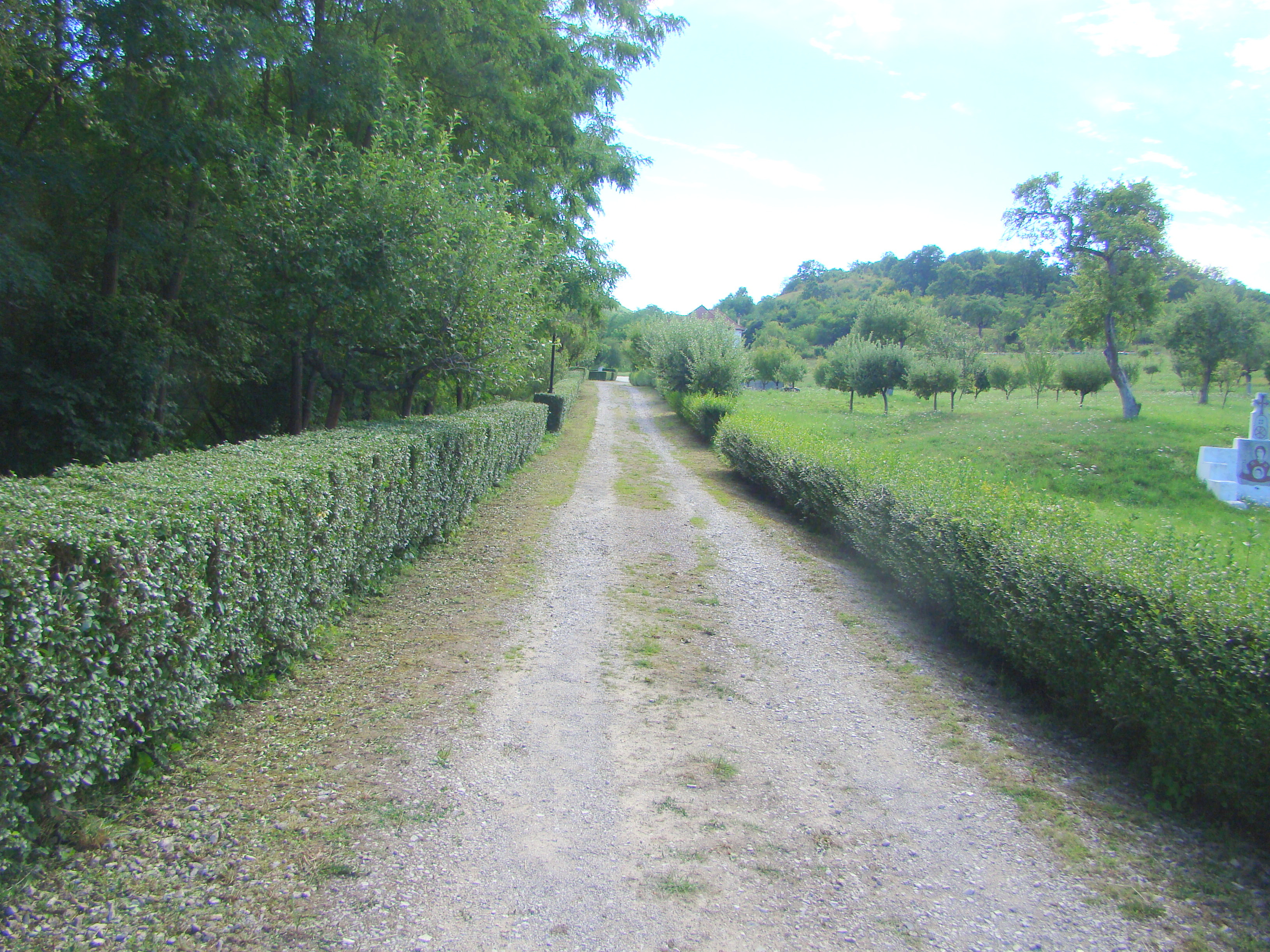
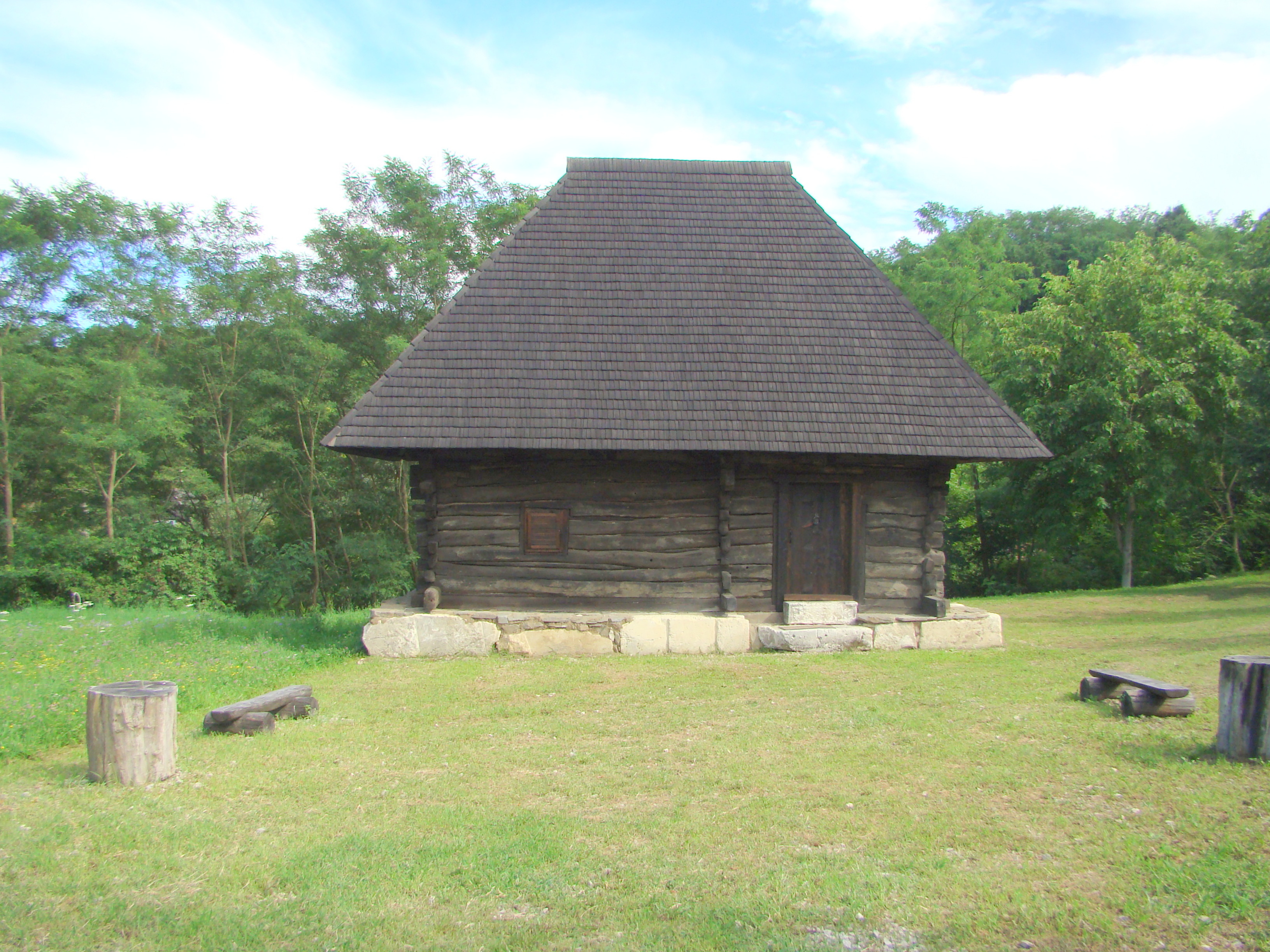
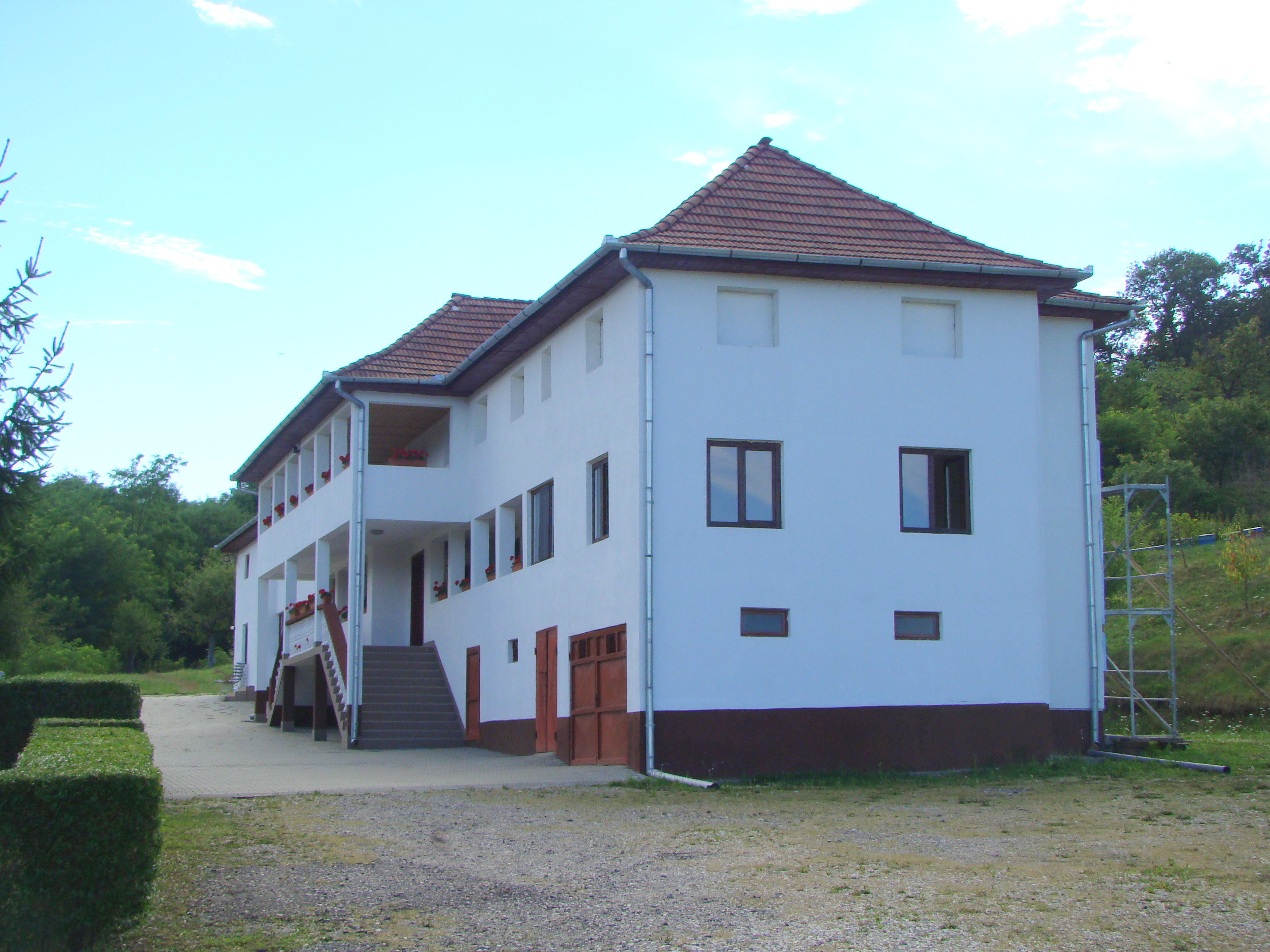
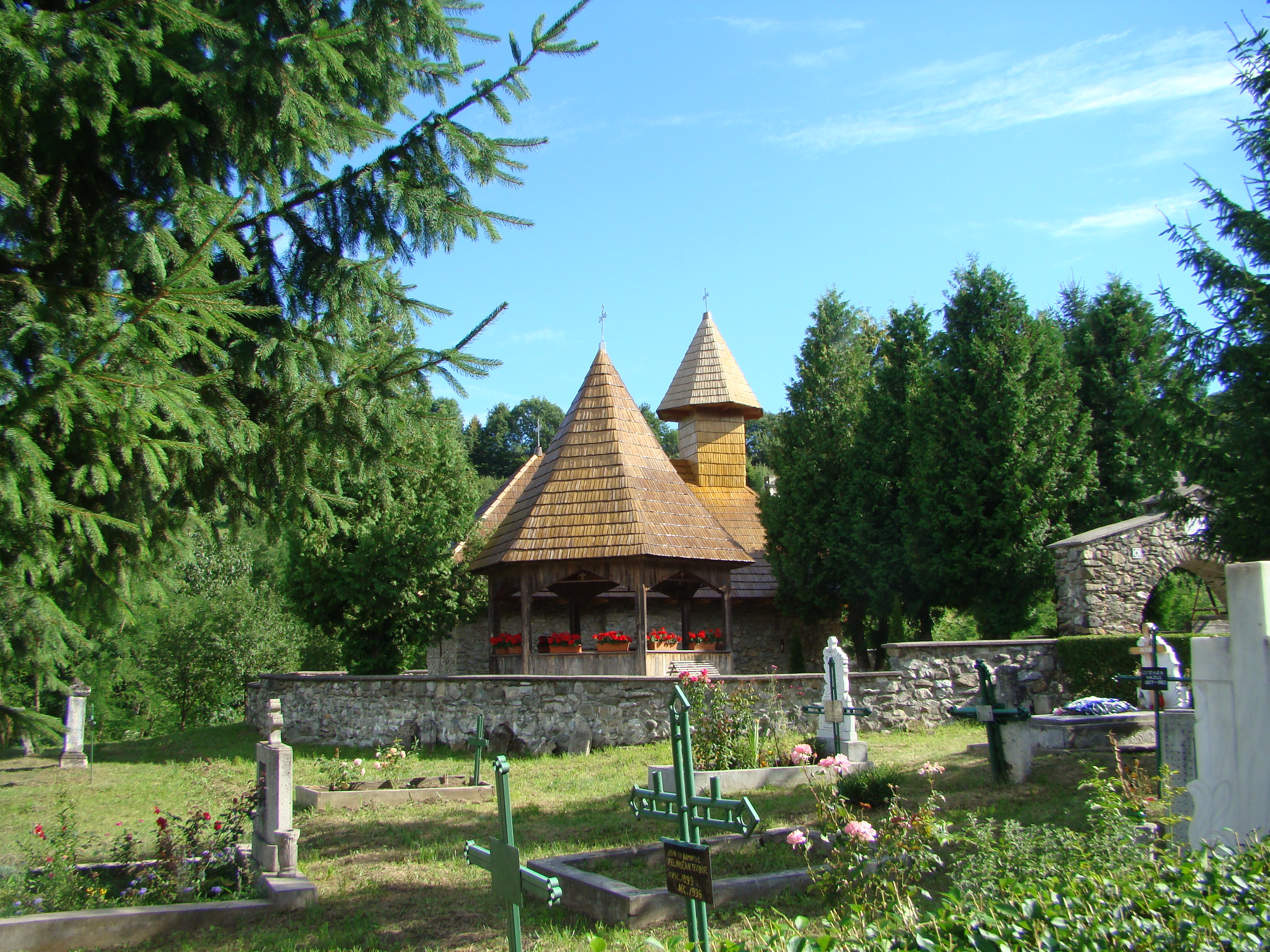
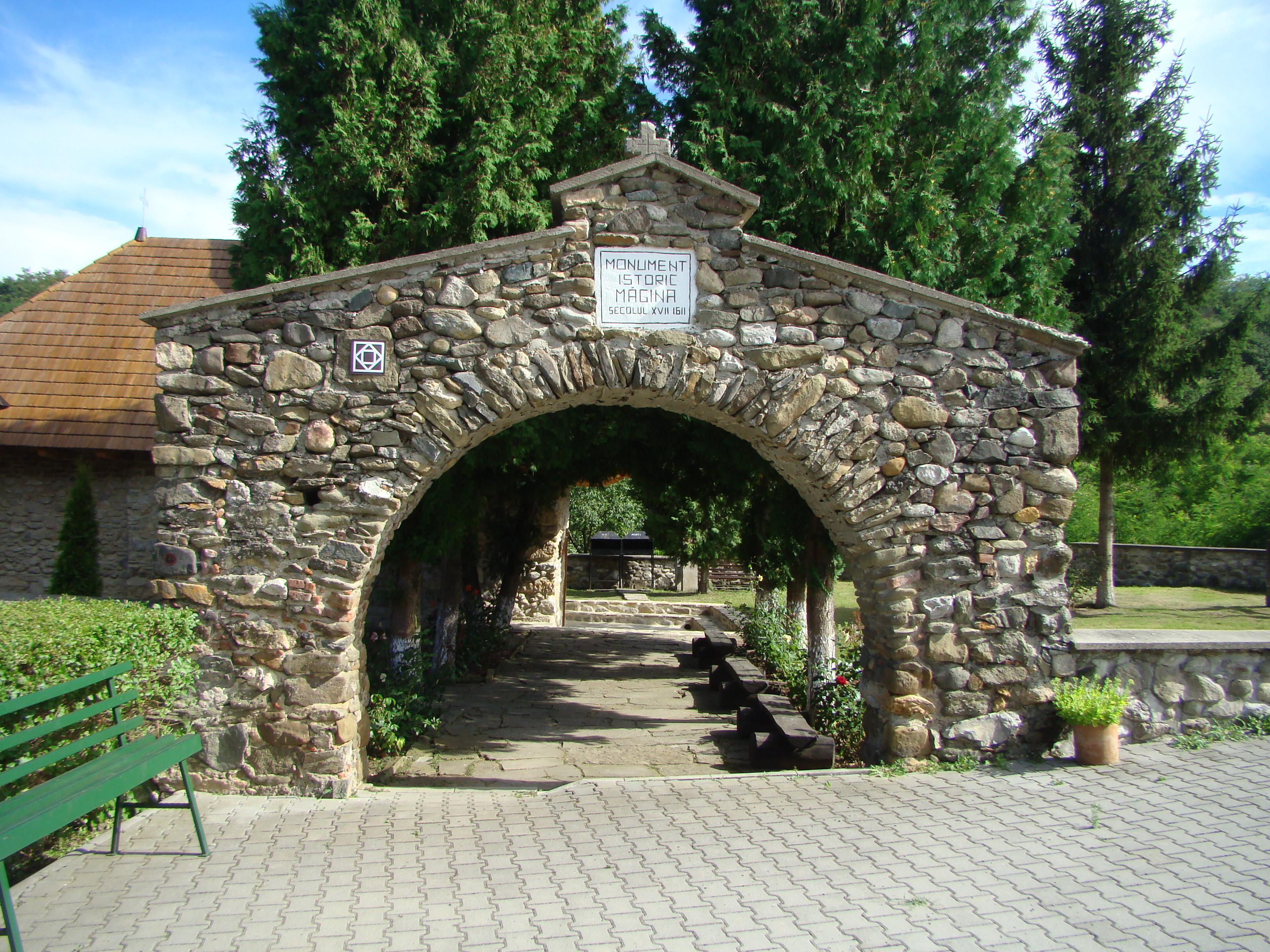
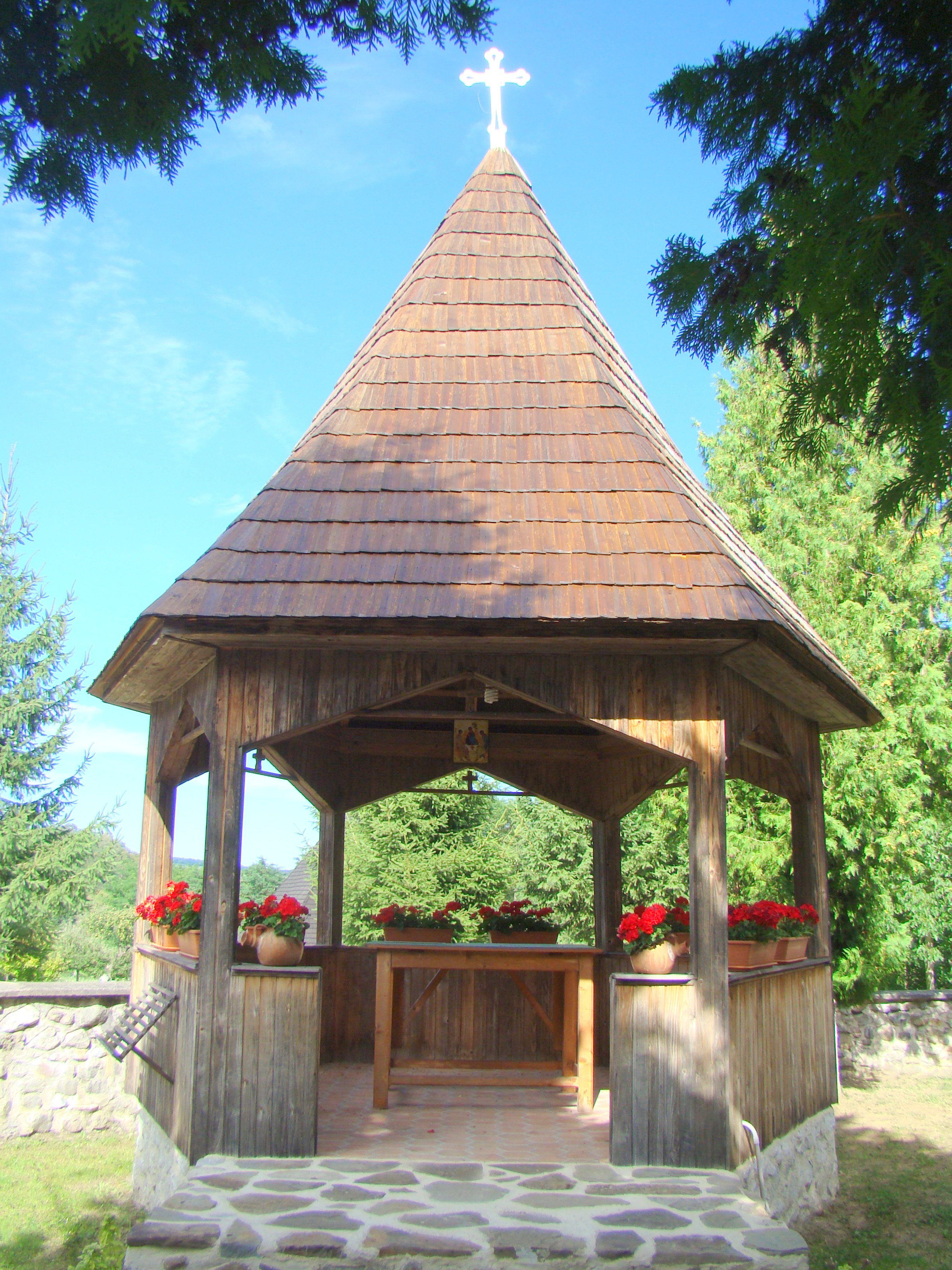
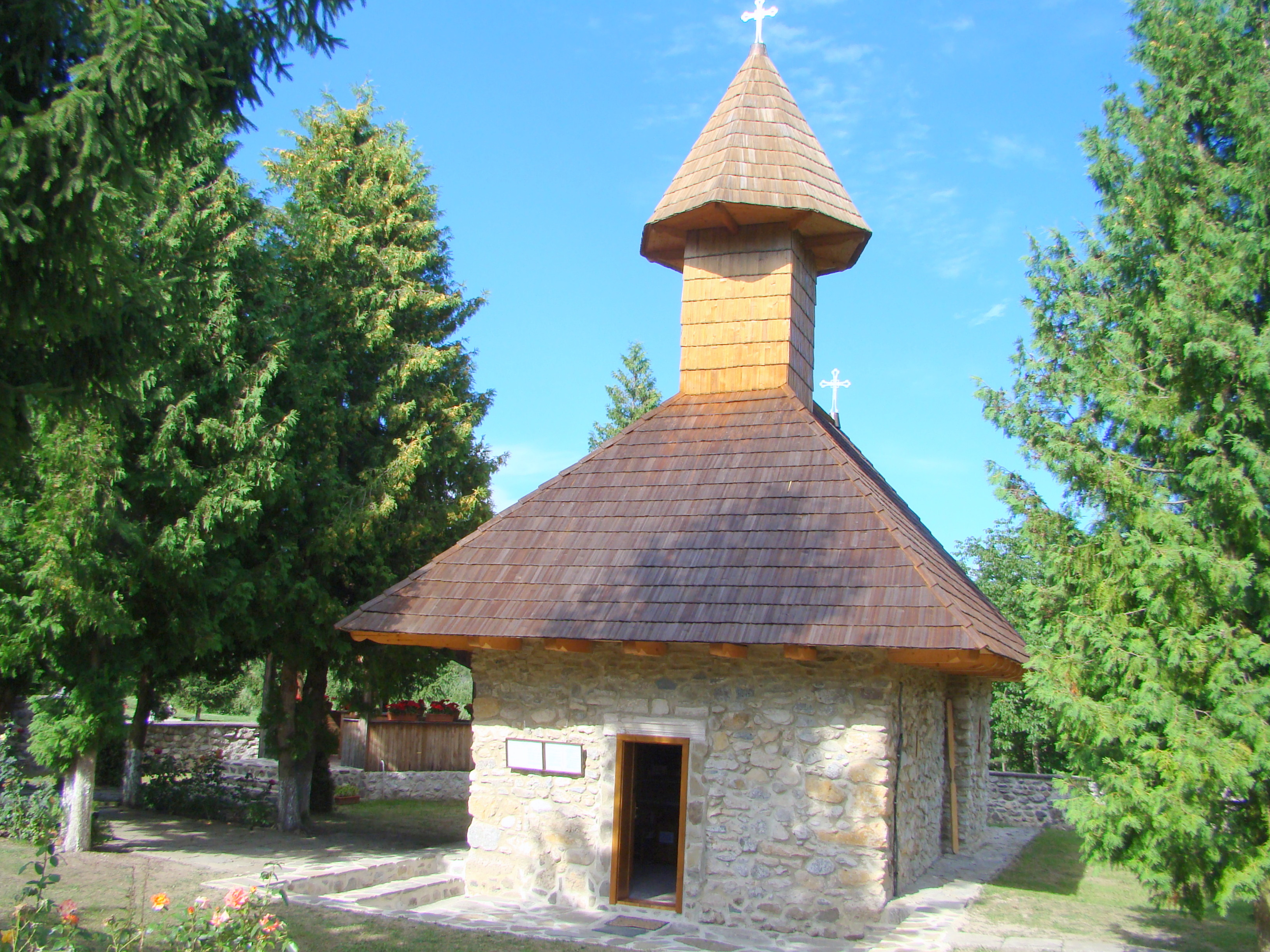
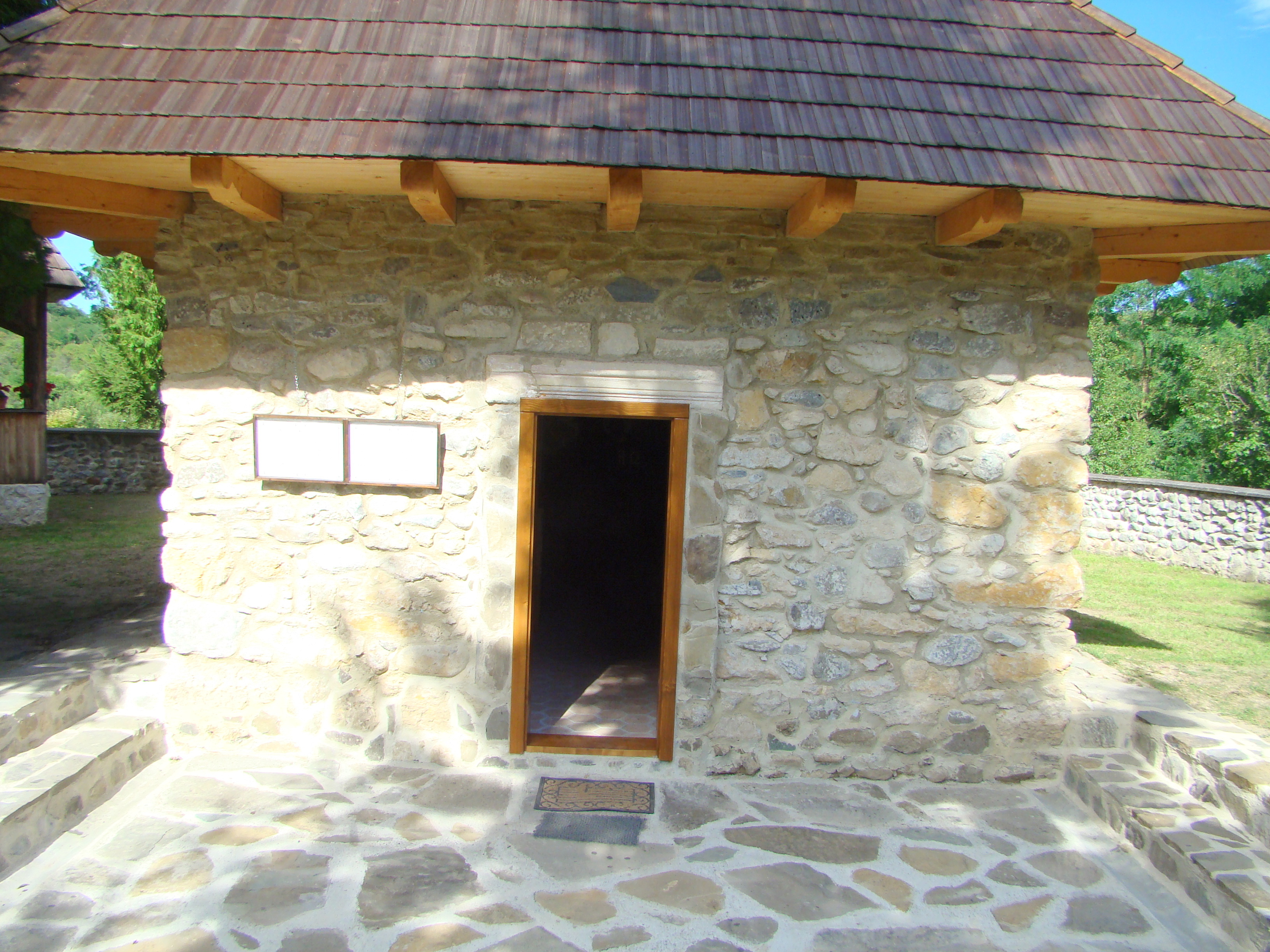
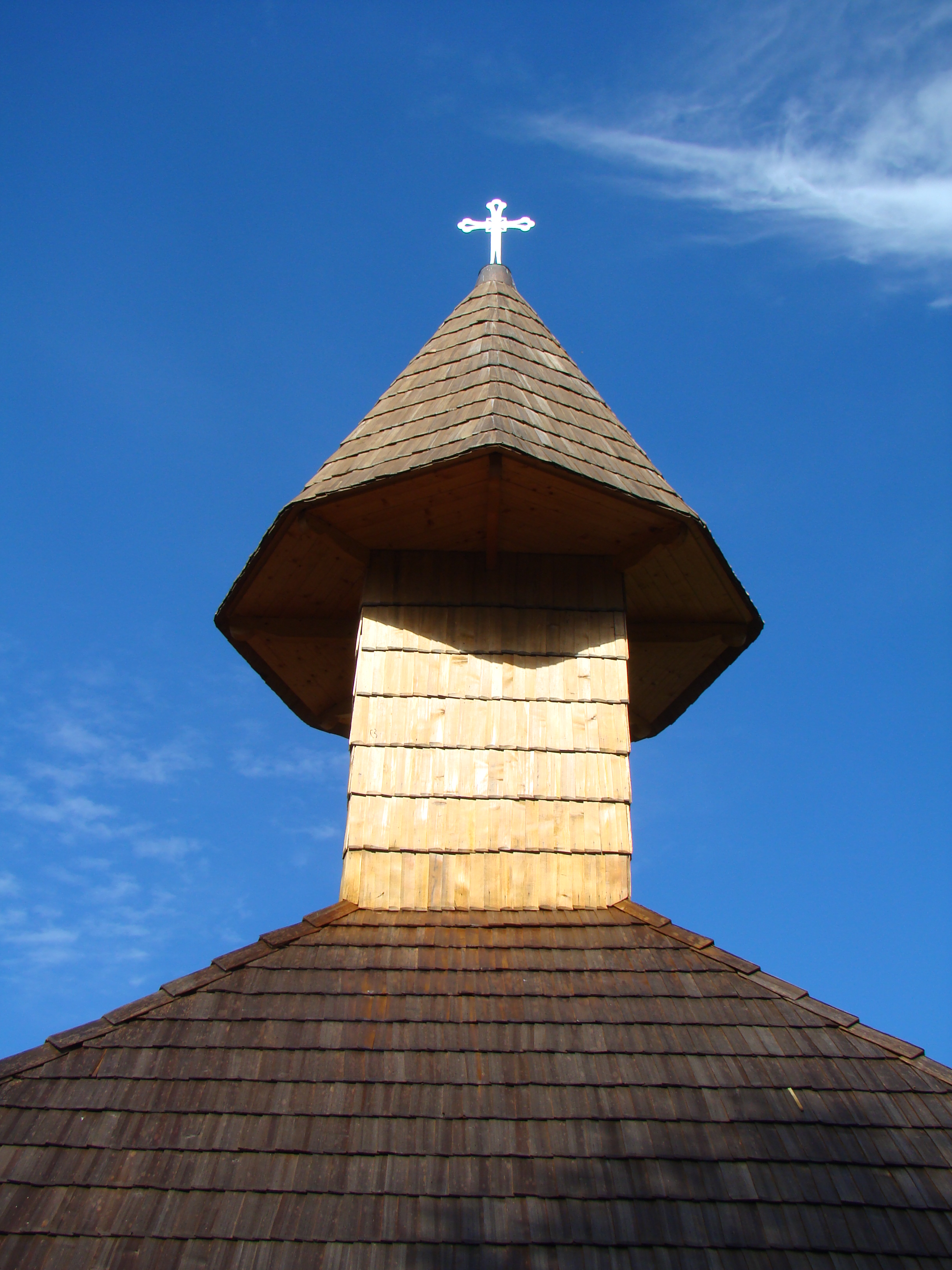
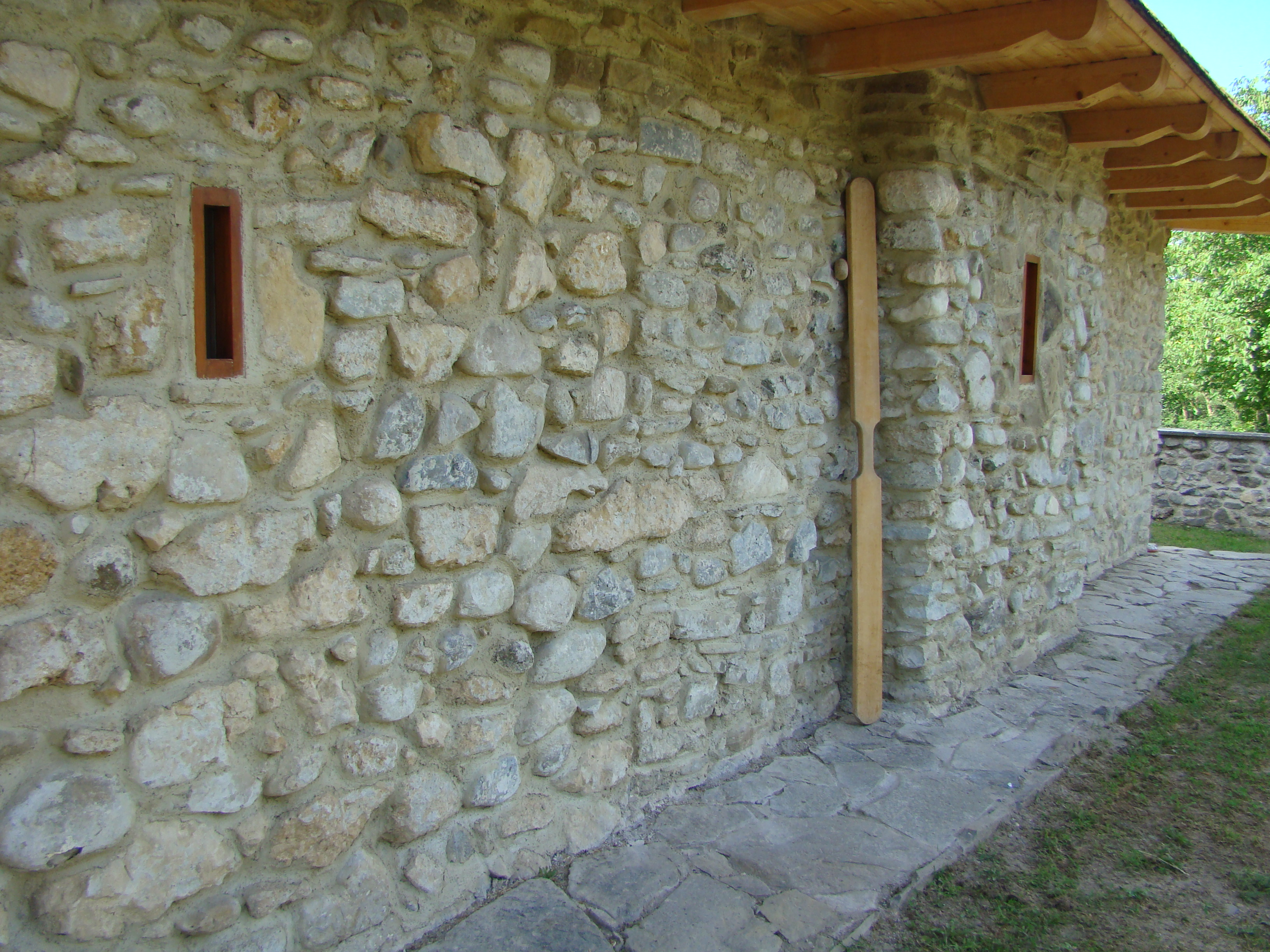
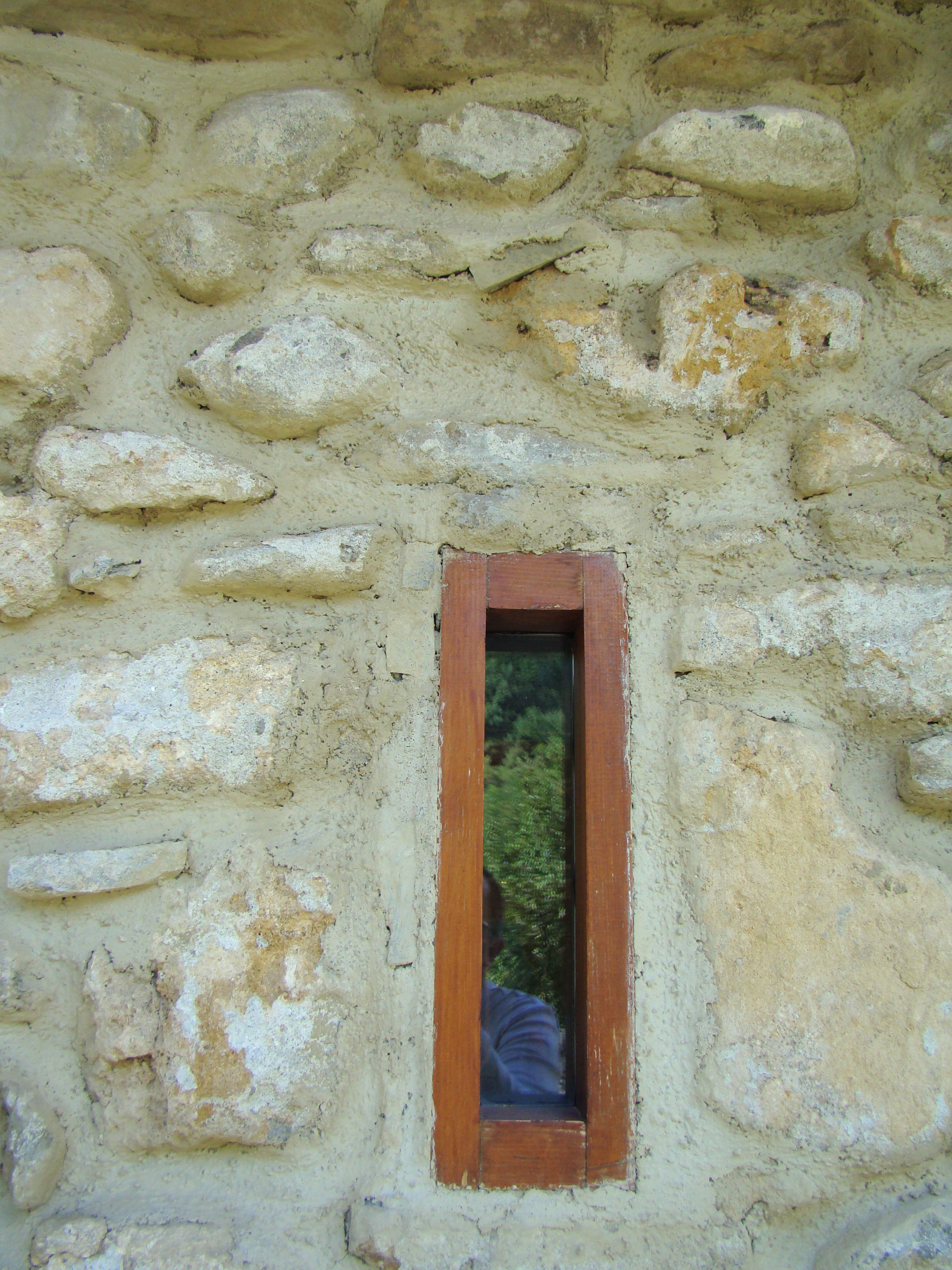
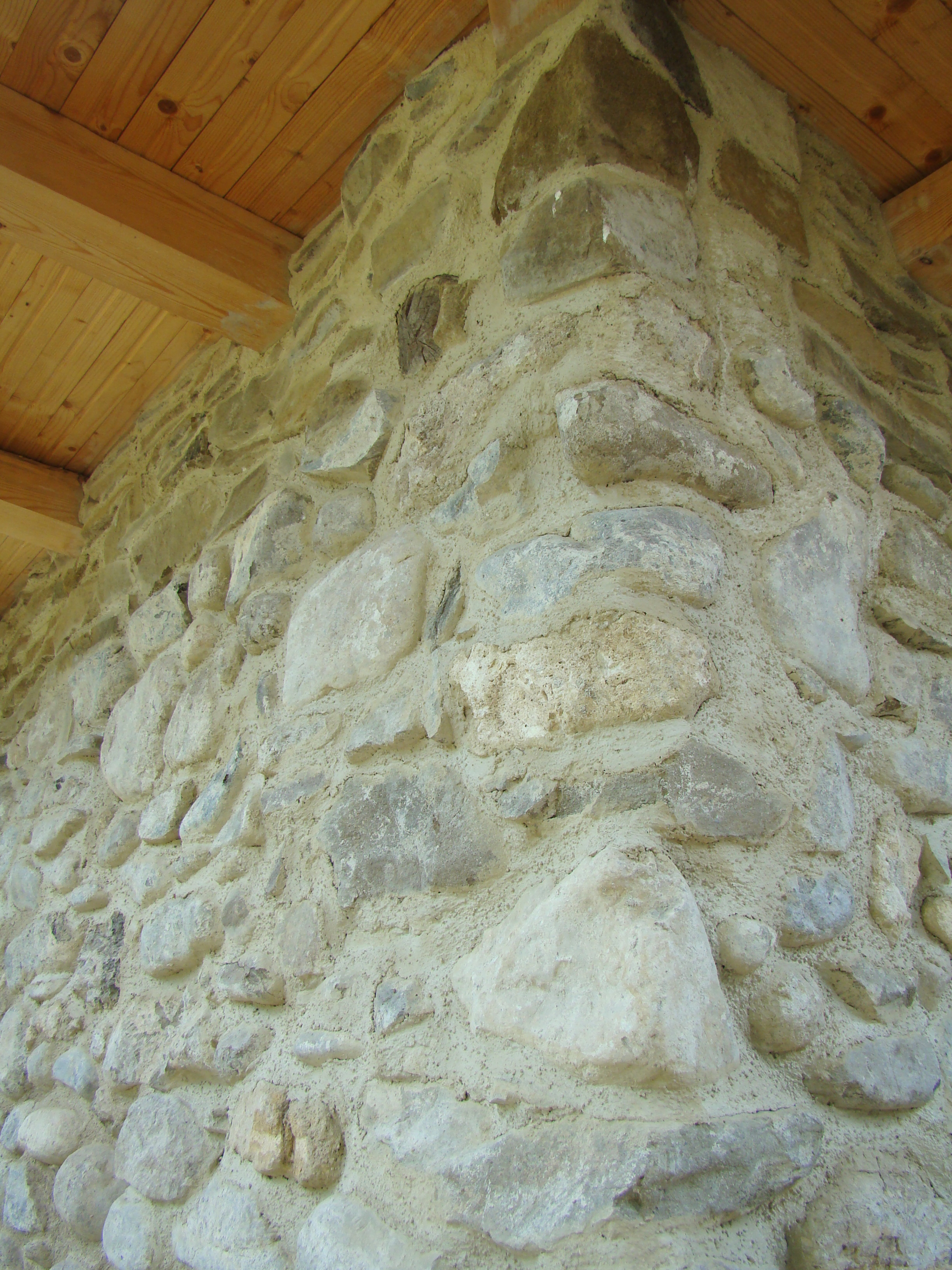
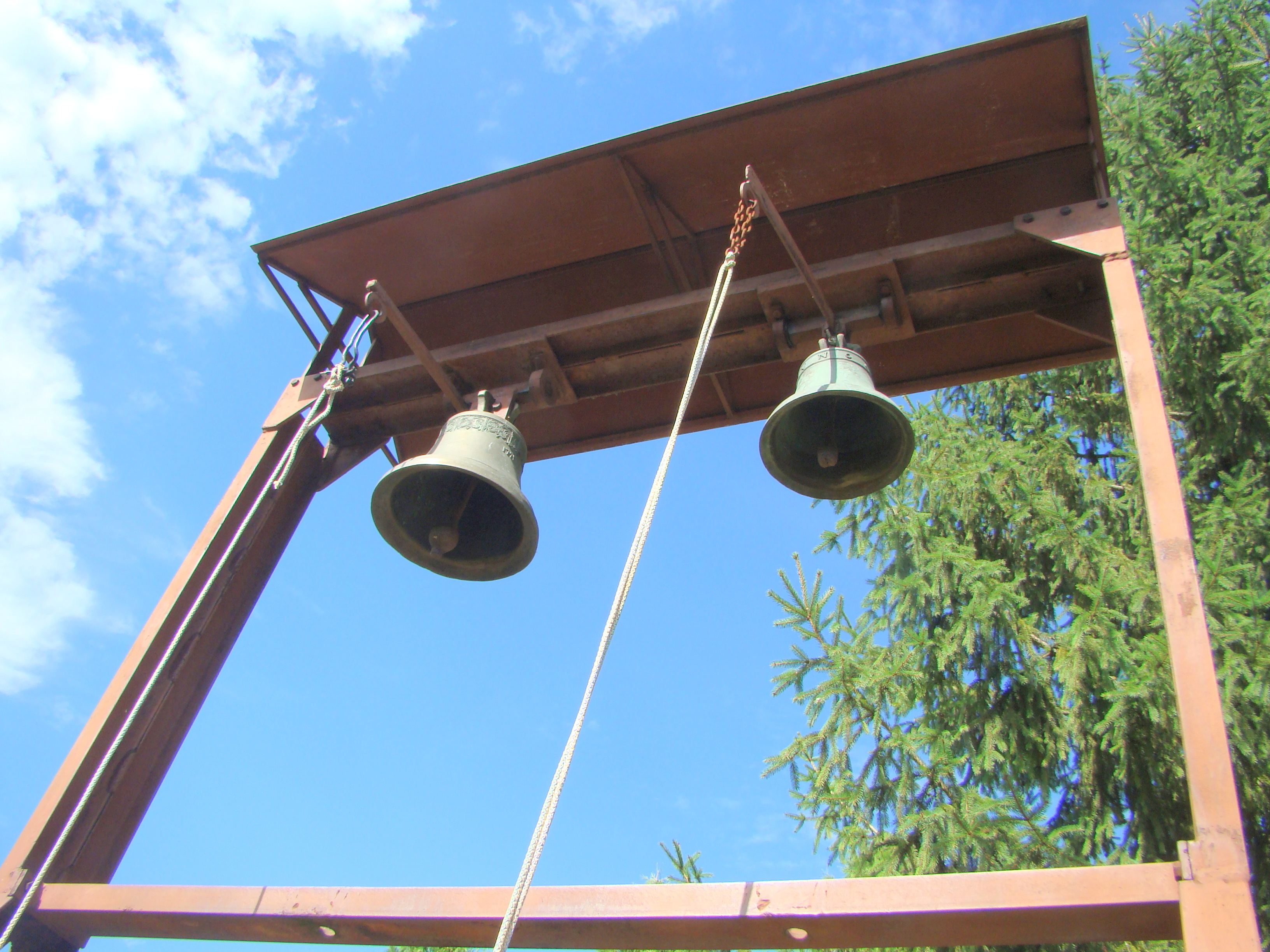
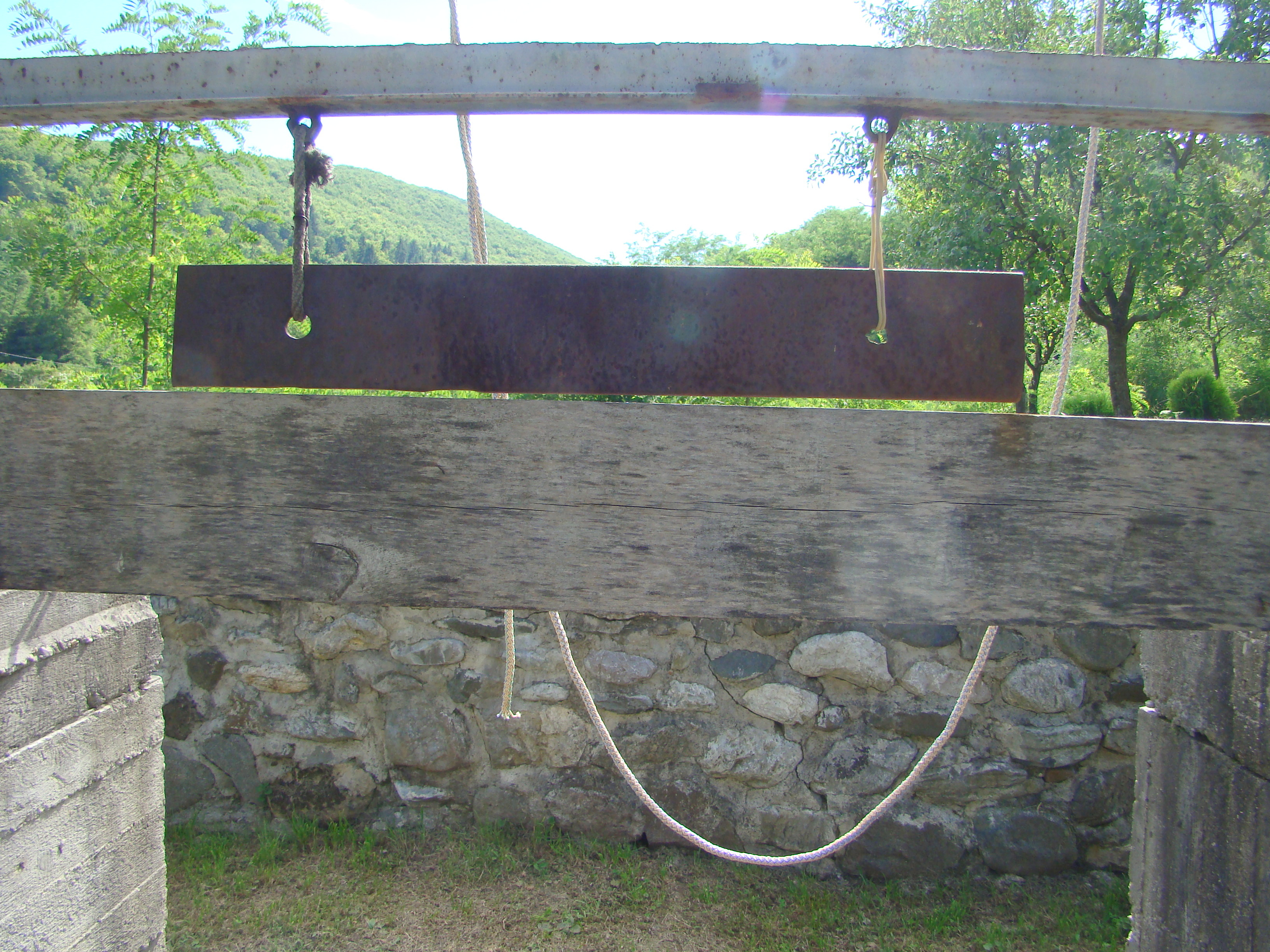
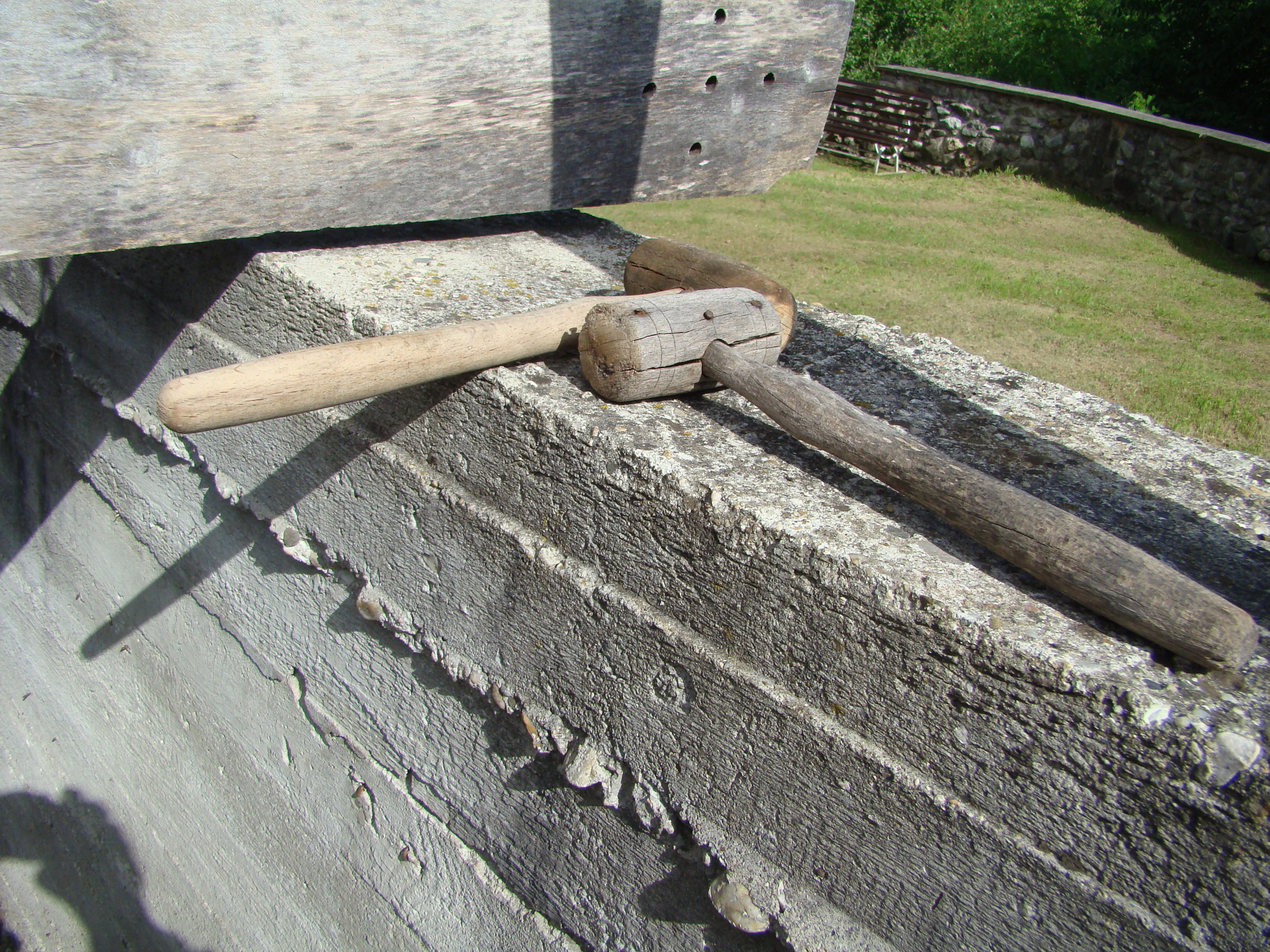

## Imagini din interior

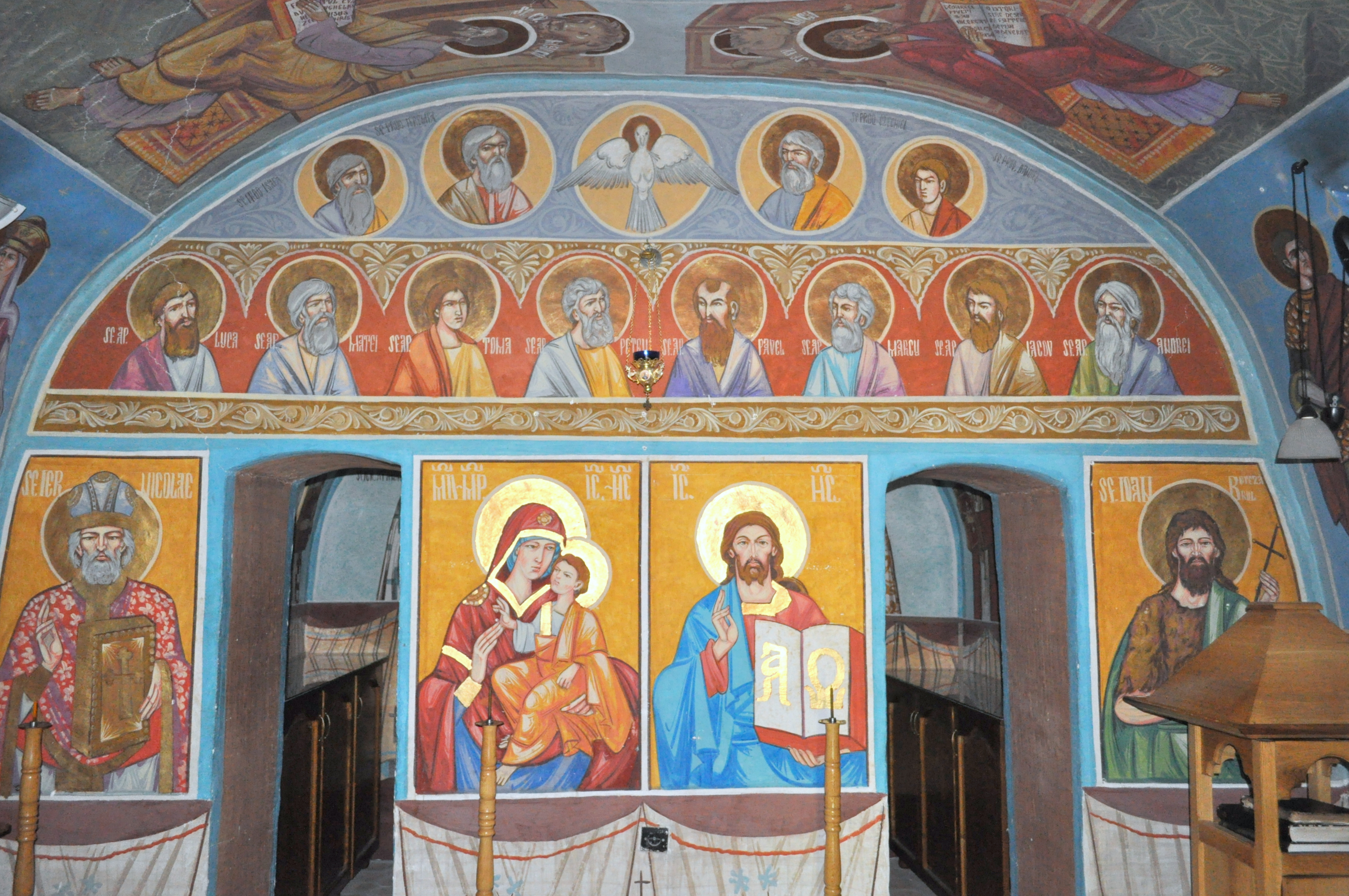
Iconostasul bisericii „Sfânta Treime” a mănăstirii Măgina]
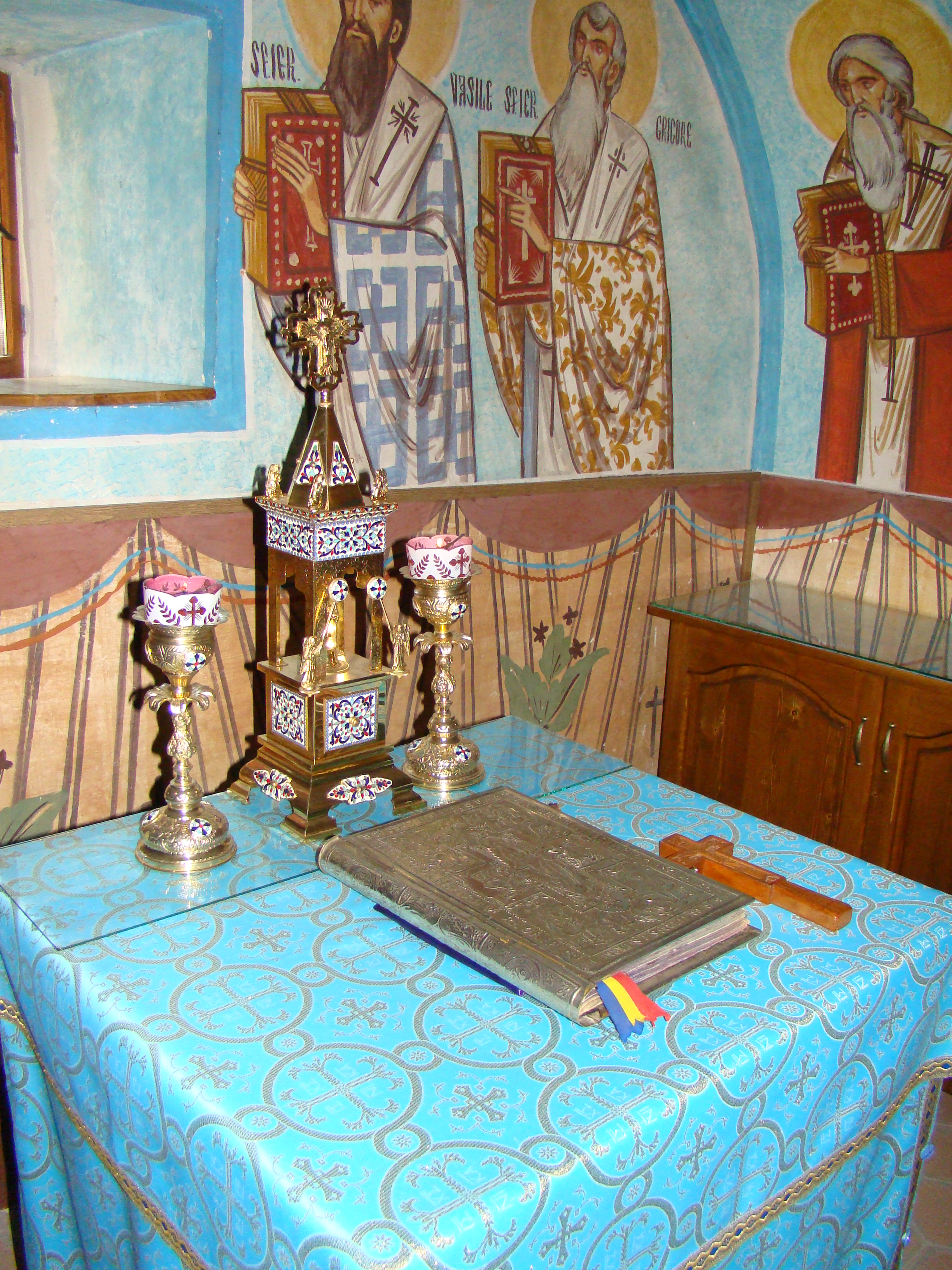
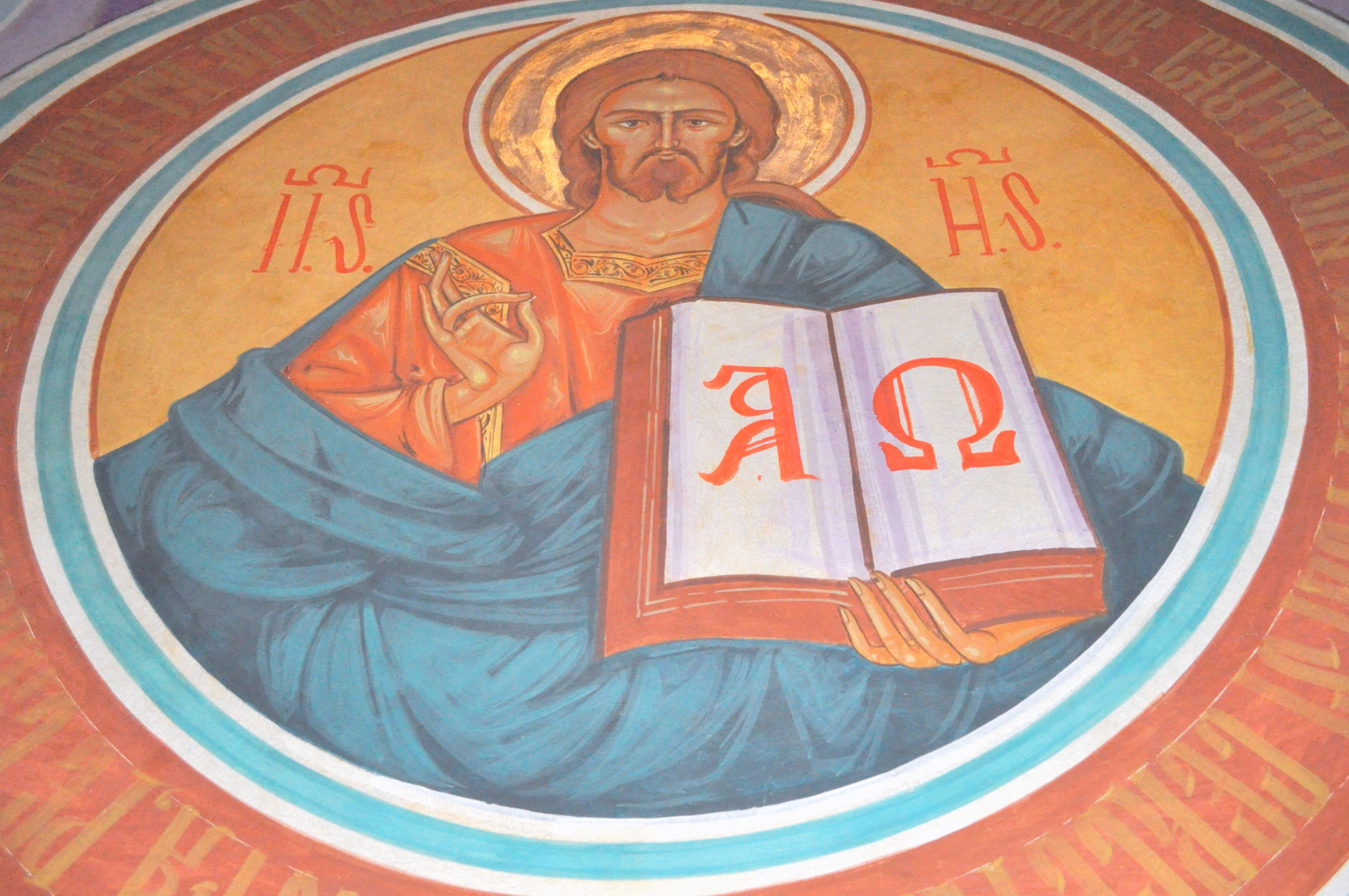
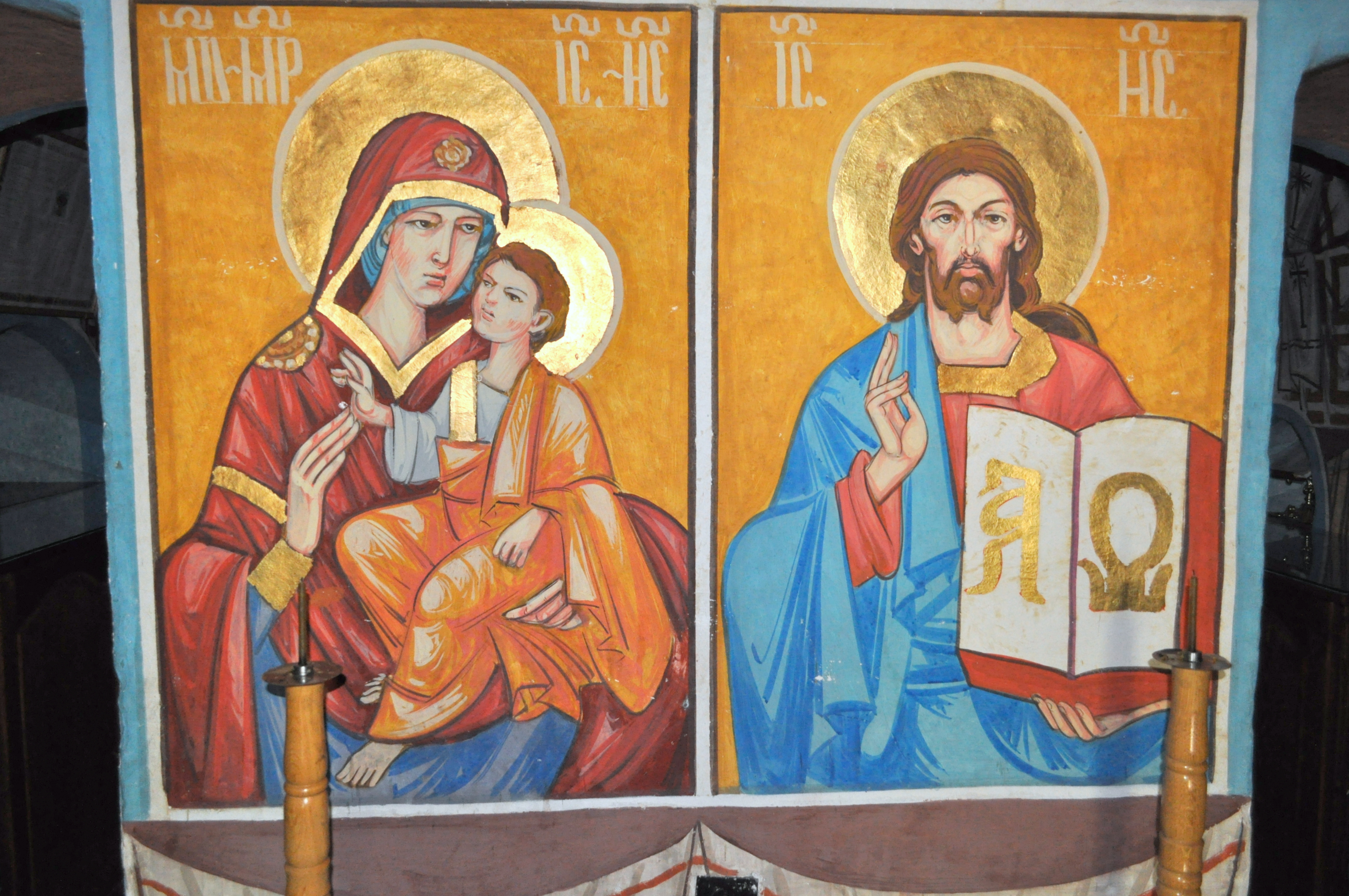
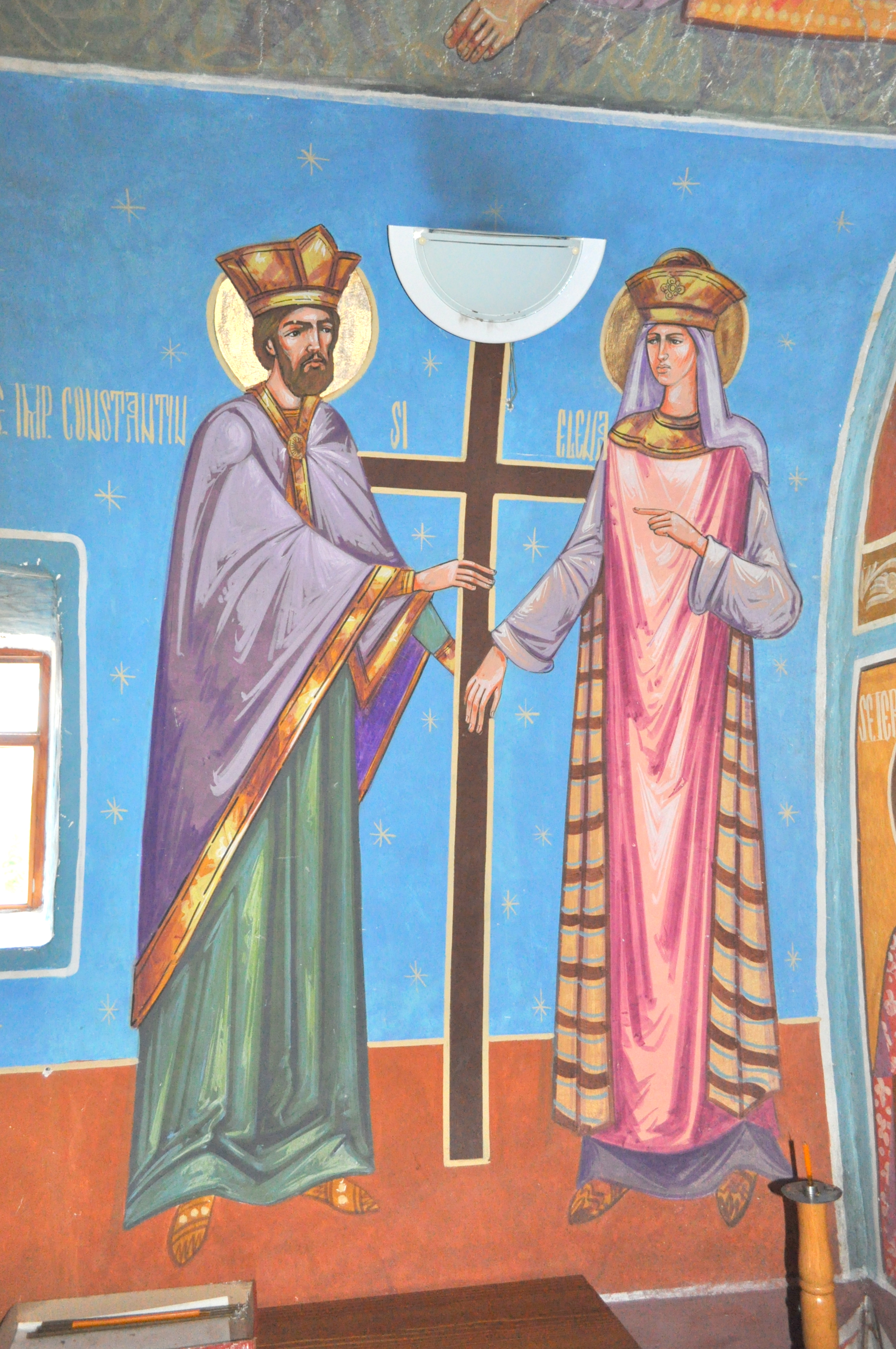
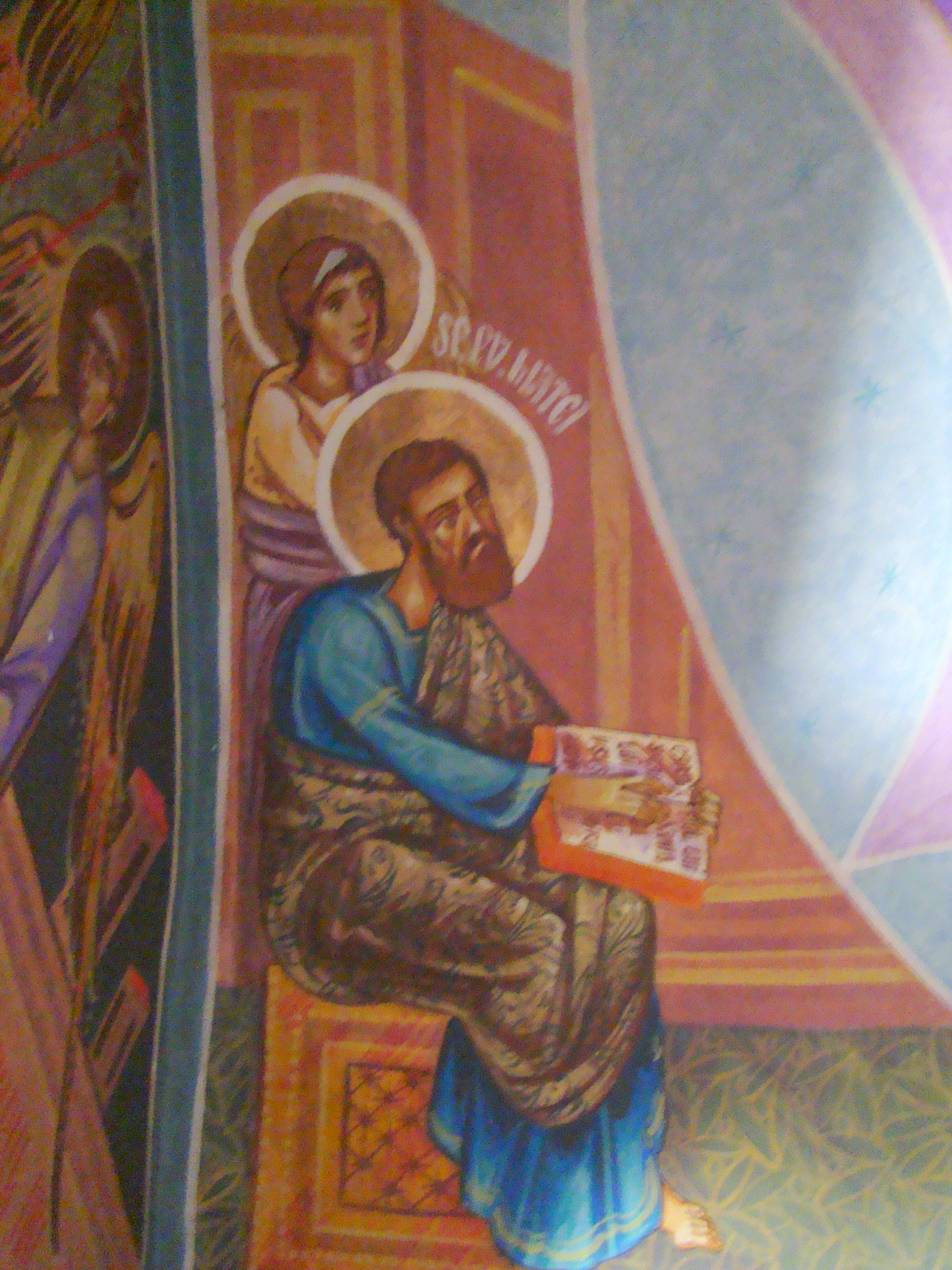
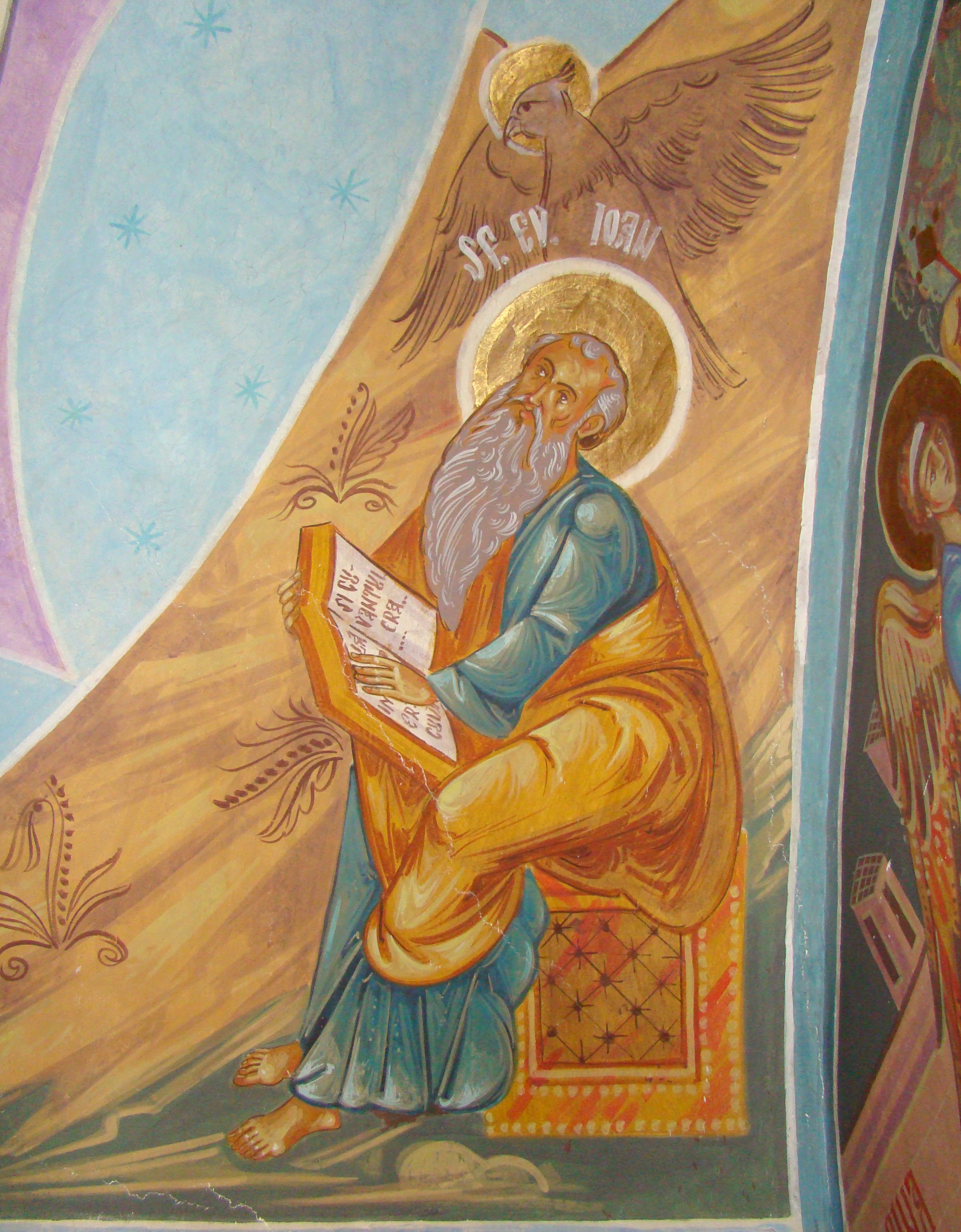
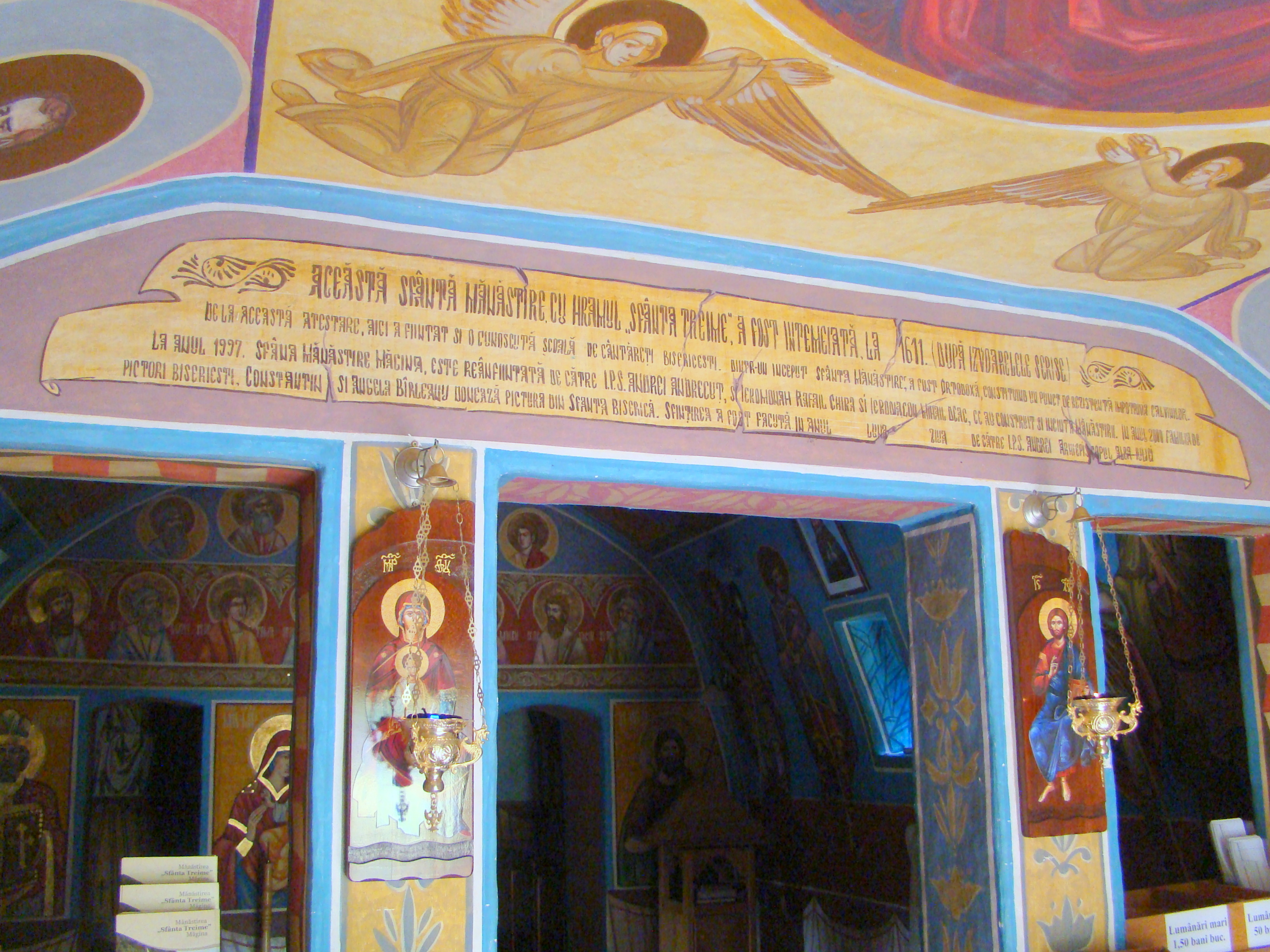
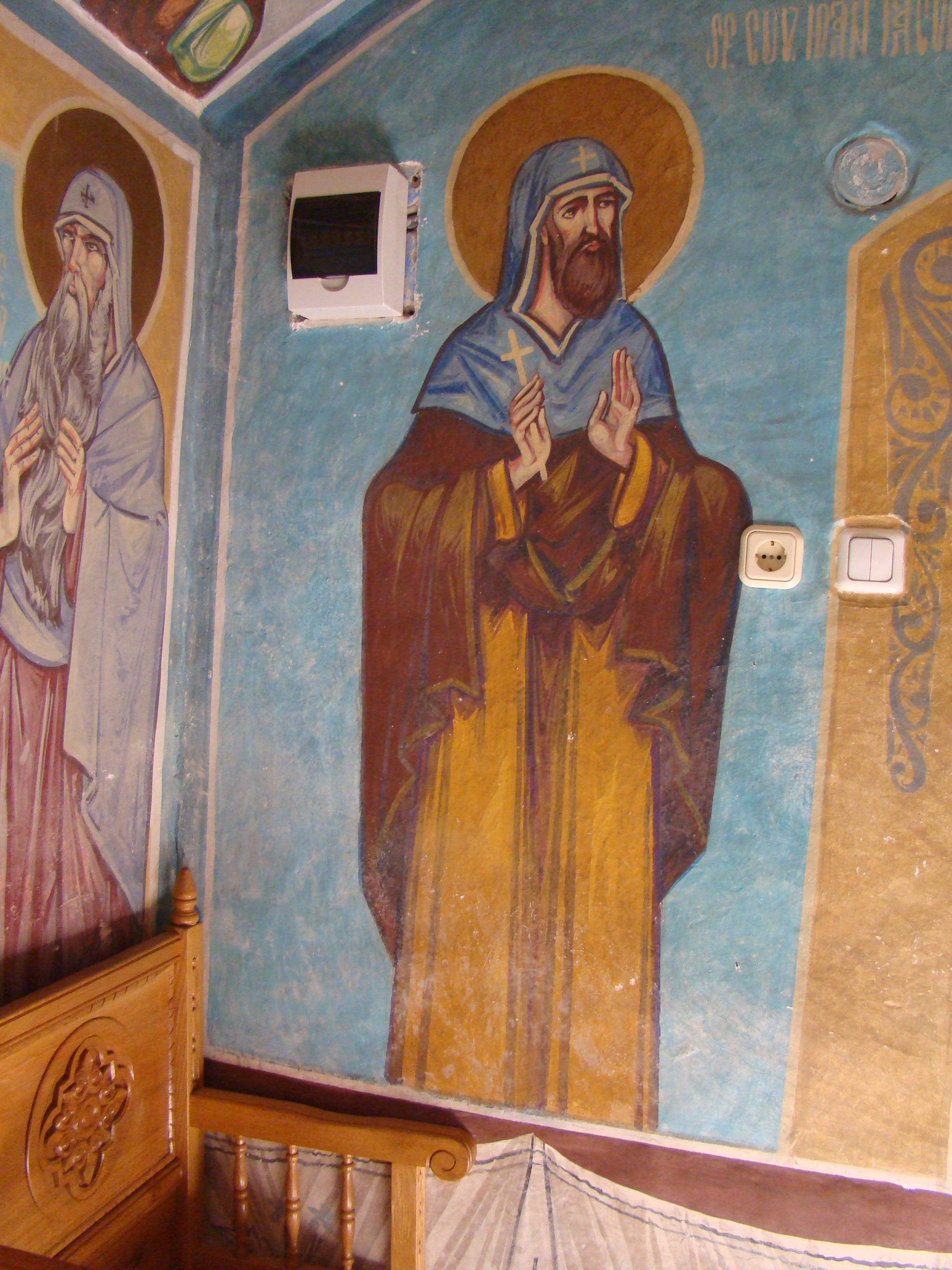
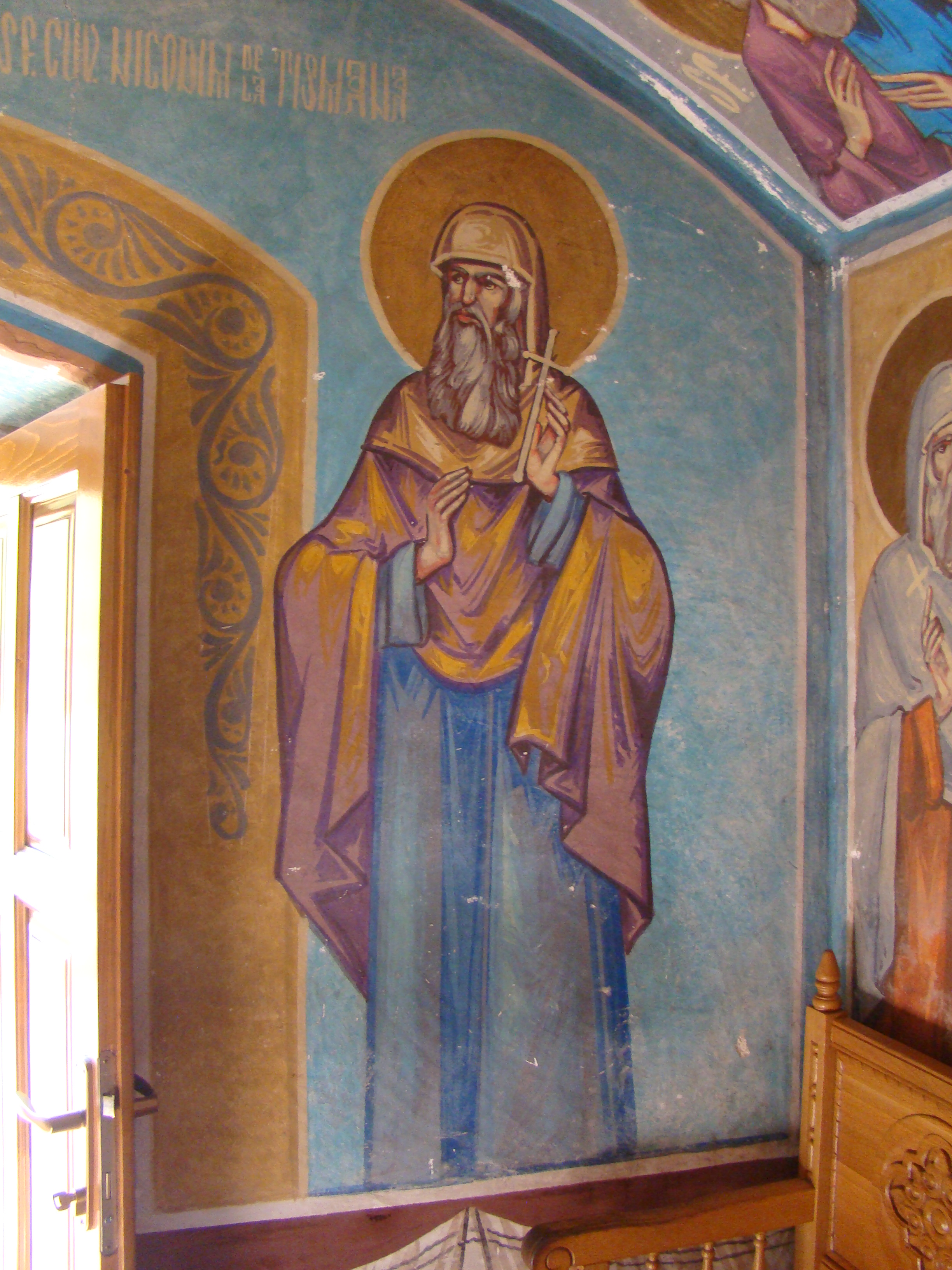